# 옴리 글레이저
옴리 글레이저(히브리어: עומרי גלזר, 영어: Omri Glazer, 1996년 3월 11일 ~ )는 세르비아 수페르리가 클럽인 츠르베나 즈베즈다와 이스라엘 국가대표팀에서 골키퍼로 활약하고 있는 이스라엘의 프로 축구 선수이다.

## 어린 시절 및 사생활
글레이저는 이스라엘 텔아비브에서 아슈케나즈 유대인(루마니아 유대인) 혈통의 이스라엘 가정에서 태어나고 자랐다.
그는 또한 그의 아슈케나즈 유대인 조상 때문에 루마니아 여권을 가지고 있으며, 이것은 특정 유럽 축구 리그로의 이동을 용이하게 한다.

## 구단 경력
글레이저는 마카비 텔아비브의 유소년부에서 선수 생활을 시작했고, 17세에 하포엘 라나나의 유소년부에 합류했다. 2015년 5월 16일, 그는 2014-15년 시즌 마지막 라운드에서 하포엘 페타티크바에게 4-2로 패하면서 시니어 데뷔 전을 치렀다.
2016년 6월 23일 글레이저는 마카비 하이파와 계약했다. 그는 처음에 오하드 레비타의 부상 이후 첫 번째 골키퍼가 되기 전에 레비타의 대체 골키퍼로 일했다. 2019년 7월, 그는 섹치아 네스 치오나로 임대되었다.
2021년 6월, 그는 하포엘 베르셰바와 3년 계약을 맺었다. 2022년 이스라엘 스테이트 컵 결승전에서 그는 승부차기에서 3개의 페널티킥을 막아내 전 소속팀 마카비 하이파를 상대로 우승을 차지했다. 그 해 이후, 그는 이스라엘 슈퍼컵에서 같은 상대를 상대로 승부차기에서 4-3으로 승리하며 2개의 페널티킥을 추가로 막아냈다.
2023년 6월 22일, 글레이저는 츠르베나 즈베즈다와 3년 계약을 체결했다. 그해 9월 19일, 그는 결국 3-1로 패했음에도 불구하고 2023-24년 시즌 맨체스터 시티와의 조별 리그 경기에서 츠르베나 즈베즈다 소속으로 13세이브를 기록하며 UEFA 챔피언스리그 한 경기 최다 세이브 기록을 보유하게 되었다.

## 국가대표팀 경력
2016년 11월, 그는 알바니아와의 경기를 앞두고 2018년 FIFA 월드컵 유럽 지역 예선을 위한 이스라엘 국가대표팀에 처음 소집되었다.